# Martha Maria Bosch
Martha Maria Bosch (auch: Martha-Maria Bosch, Geburtsname und Pseudonym für Martha Maria Haidle, weiteres Pseudonym: Babette Knöpfle, * 26. Juni 1917 in Stuttgart; † 1997) war eine deutsche Schriftstellerin.

## Leben
Martha Maria Bosch verfasste vorwiegend Kinder- und Jugendbücher. Sie lebte in Korntal bei Stuttgart.

## Werke
- Mareile und Dieter. Stuttgart 1946
- Irenes erstes Lehrjahr. Stuttgart 1948
- Die Kinder des Holzschnitzers. Stuttgart 1948
- Puttle. Stuttgart 1948
- Der arme Schlucker. Stuttgart 1949
- Bärbel und der Vollmond. Kassel [u. a.] 1951
- Ludwig. Kassel [u. a.] 1951
- Mit Säckle und Päckle und andere Bubengeschichten. Stuttgart 1951
- Ulrike weiß ihren Weg. Stuttgart 1951
- Murmel. Kassel 1952
- Christine. Stuttgart 1953
- Irmel. Stuttgart 1953
- Ulrike meistert ihr Schicksal. Stuttgart 1953
- Der Vetter Wolfgang. Kassel 1953
- Jochen, des Ratsbäckers Jüngster. Hansel Sperling. Kassel 1954
- Die Kette. Kassel 1954
- Was wirst du, Ursula? Stuttgart 1954
- Die Afrikanerin. Stuttgart 1955
- Das Brandmal der Schwester. Stuttgart 1955
- Wie ich Regine kennenlernte. Stuttgart 1955
- Der Zeigefinger. Stuttgart 1955
- Frauen, von denen man spricht. Stuttgart 1956
- Der tapfere Frieder. Kassel 1958
- Angela, die Rose und die Biene. Stuttgart 1959
- David Livingstone. Stuttgart 1959
- Der Nein-Peter. Stuttgart 1961
- Bedrohte Freundschaft. Stuttgart 1962
- Judith. Konstanz 1963
- Rainer, Jörg und Barbara. Konstanz 1964
- Schwäbische Sprichwörter und Redensarten. Stuttgart 1965 (zusammen mit Julius Haidle)
- Gib nicht auf, Cornelia! Stuttgart [u. a.] 1975
- Die ihren Glauben bewahrt. Konstanz 1979
- Schwätz koin Bäpp! Stuttgart 1991 (unter dem Namen Babette Knöpfle)

| Personendaten    | Personendaten                                                                                |
| ---------------- | -------------------------------------------------------------------------------------------- |
| NAME             | Bosch, Martha Maria                                                                          |
| ALTERNATIVNAMEN  | Bosch, Martha-Maria (vollständiger Name); Haidle, Martha Maria; Knöpfle, Babette (Pseudonym) |
| KURZBESCHREIBUNG | deutsche Schriftstellerin                                                                    |
| GEBURTSDATUM     | 26. Juni 1917                                                                                |
| GEBURTSORT       | Stuttgart                                                                                    |
| STERBEDATUM      | 1997                                                                                         |